# Чистая Грива (Кемеровская область)
Чи́стая Гри́ва — посёлок в Новокузнецком районе Кемеровской области. Входит в состав Терсинского сельского поселения.

## География
Центральная часть населённого пункта расположена на высоте 210 м над уровнем моря.

## Население
| 2010 |
| ---- |
| 172  |

### Половой состав
По данным Всероссийской переписи населения 2010 года, в посёлке Чистая Грива проживало 172 человека (88 мужчин, 84 женщины).

## Инфраструктура
В посёлке расположена база отдыха «Южная».